# Tatu

Logotyp zespołu

Tatu (ros. Тату, zapis stylizowany: t.A.T.u.) – rosyjski duet, założony w 1999, wykonujący muzykę z pogranicza popu, rocka, pop-rocka i elektroniki. W jego skład wchodzą Lena Katina i Julija Wołkowa.
Zespół zadebiutował pod koniec 2000 singlem „Ja soszła s uma”, który w początkowej wersji został nagrany w nurcie muzyki elektronicznej, jednak potem wypromowano jego bardziej znaną, rockową wersję. Singiel stał się przebojem w krajach Europy Środkowo-Wschodniej, podobnie jak kolejne single duetu – „Nas nie dogoniat” i „30 minut”, oba utrzymane w stylu elektroniki i popu. W 2001 ukazał się ich debiutancki album pt. 200 po wstriecznoj, którego obecna sprzedaż wynosi ok. 2,5 mln egzemplarzy, pozostając najlepiej sprzedającą się płytą na rosyjskim rynku muzycznym. W 2002 światową premierę miała anglojęzyczna wersja płyty – 200 km/h in the Wrong Lane, której sprzedaż szacuje się na ponad 12 mln egzemplarzy, co przyniosło duetowi certyfikat złotej płyty od Międzynarodowej Federacji Przemysłu Fonograficznego (IFPI). Wcześniej taki sam certyfikat otrzymała rosyjska wersja albumu, w związku z czym Tatu było pierwszym zespołem, który otrzymał taki sam status za album w dwóch różnych językach. Pierwszy utwór promujący album 200 km/h in the Wrong Lane, rockowy „All the Things She Said” (międzynarodowa wersja singla „Ja soszła s uma”), dzięki dotarciu do pierwszego miejsca list przebojów w ponad 20 krajach i sprzedaniu się w ok. 6 mln egzemplarzy, okazał się być jednym z najbardziej udanych singli XXI wieku. Kontrowersyjny teledysk do utworu przedstawiał namiętnie całujące się piosenkarki, co pokazać miało wykreowaną przez menedżera grupy – Iwana Szapowałowa, rzekomą miłość wokalistek do siebie, co stało się nieodłącznym elementem pierwszych lat kariery zespołu. 
W 2009 ogłosił zawieszenie działalności z powodów osobistych oraz planów rozpoczęcia przez członkinie solowych karier – od tego czasu wokalistki rzadko pokazywały się razem. Dwa lata później poinformowano o całkowitym zakończeniu działalności grupy. W grudniu 2012 wokalistki wystąpiły w finale programu The Voice of Romania, w którym zaprezentowały przeboje „All the Things She Said” i „All About Us”, co było pierwszym od wielu lat wspólnym występem duetu. W 2013 okazjonalnie występowały razem na pojedynczych koncertach, a w 2014 miały zaśpiewać przebój podczas ceremonii otwarcia Zimowych Igrzysk Olimpijskich 2014 organizowanych w Soczi, jednak kilka dni później wycofano się z tej decyzji ze względu na brak porozumienia między wokalistkami.
Duet nagrał sześć albumów studyjnych: trzy anglo– i trzy rosyjskojęzyczne, a także sprzedał ponad 25 mln nagrań, co czyni go jedną z najlepiej sprzedających się żeńskich grup oraz najlepiej sprzedającą się grupę rosyjską. W 2003 duet, reprezentując Rosję z piosenką „Nie wier´, nie bojsia”, zajął trzecie miejsce w finale 48. Konkursu Piosenki Eurowizji organizowanego w Rydze. Prócz tego odebrał wiele nagród, m.in. po trzy MTV Russian Music Awards i NRJ Music Awards oraz nagrodę MTV Video Music Awards. Pozostaje jednym z zespołów, które osiągnęły największy sukces w krajach Europy Wschodniej oraz jednym z niewielu rosyjskich, którym udało się zaistnieć na arenie międzynarodowej.

## Historia

### 1999–2000: Formowanie się zespołu i nagrywanie pierwszego albumu
W latach 1994–97 Jelena Katina stawiała swoje pierwsze muzyczne kroki w dziecięcym zespole popowym Avenue. W 1997 przeszła do formacji Nieposiedy (pol. Wiercipięty), gdzie po krótkim czasie dołączyła także Julija Wołkowa, z którą Lena zaprzyjaźniła się. W 1998 Julija została usunięta z grupy jakoby wskutek złego zachowania, tj. palenia papierosów, picia alkoholu i kłótni z pozostałymi członkami grupy. Nieposiedy zaprzeczyło doniesieniom twierdząc, że Julija odeszła z powodu wieku (Nieposiedy było formacją dziecięcą, zaś Julija w chwili przyjścia miała 12 lat). Lena odeszła z zespołu w 1999. W tym samym roku psychiatra Iwan Szapowałow oraz jego partner biznesowy i przyjaciel Aleksander Wojtyński planowali stworzyć projekt muzyczny w Rosji. W maju w Moskwie odbyły się przesłuchania, w których wzięły udział m.in. Julija i Lena, która zaśpiewała „It Must Have Been Love” szwedzkiego zespołu Roxette, zadziwiając wszystkich swoimi zdolnościami wokalnymi. Pod koniec przesłuchania Iwan i Aleksander zawęzili liczbę poszukiwanych osób do dziesięciu, aż w końcu wybrali Lenę i Julię. Iwan spędzał cały czas z Juliją, Aleksander z Leną. Koniec końców obaj stwierdzili, że rozpoczną pracę z Leną.

Równolegle na Bałkanach Jugosławia padła ofiarą bombardowań NATO. Aleksander Wojtyński wyznał wówczas: W tym czasie Jugosławia została zbombardowana. Byli tam nasi bracia i nasze siostry. Oni byli na moście w Belgradzie i bomby zostały spuszczone właśnie na ten most. Umarli. Zdenerwowało mnie to bardzo. Pomyślałem wtedy żeby oddać hołd, zmarłym ludziom i Jugosławii, postanowiłem stworzyć piosenkę „Jugosławija”. Katina zaczęła nagrywać pierwsze dema, w tym utwór poświęcony tematowi ówczesnej wojny. Po krótkim czasie Iwan stwierdził jednak, że do projektu musi zostać dodana inna osoba, która byłaby przeciwieństwem Leny. 

Ivan powiedział, że musi być jeszcze jedna dziewczyna, i że potrzebujemy żeby zespół, który ma powstać był sławny. On po prostu powiedział, że musimy mieć jeszcze jedną dziewczynę, ponieważ przez dwie osoby będzie weselej i ciekawiej, możemy wziąć kogoś nowego, innego, potem one dwie będą śpiewać. Teraz pracuję w nowym projekcie, nie w projekcie Ivana, on nie nadawał się do współpracy. Przez niego, potem dowiedziałem się, że dziewczyny zmieniły orientację, i zainteresowania, oraz jak widzimy, było to dobre.”

Po ostatecznym zrezygnowaniu z pomysłu realizowania kompozycji przez jedną wokalistkę, pod koniec 1999 do projektu dołączyła odrzucona wcześniej Wołkowa. Szapowałow widząc jak bardzo dziewczyny są zaprzyjaźnione, postanowił to wykorzystać nadając grupie lesbijski wizerunek, wskutek czego z projektu wycofał się Wojtyński. Uznał pomysł za zbyt niemoralny i nie chciał mieć z nim wspólnego. Duetowi nadano nazwę Тату, która jest skróconą formą rosyjskiej frazy „Э та девочка любит ту девочку” (pol. Ta dziewczyna kocha tę dziewczynę). Przez kolejny rok Katina i Wołkowa nagrywały utwory na swój pierwszy album. Jego współautorką została Elena Kiper, z którą Szapowałow podpisał umowę po zrezygnowaniu Wojtyńskiego z pracy nad projektem. Oprócz Kiper do współpracy zaproszony został również Walerij Polijenko i Siergiej Gałojan.

### 2000–2002:200 po wstriecznoj
Pierwszy singel zespołu – „Ja soszła s uma” – miał swoją premierę jesienią 2000 na kanale MTV Rossija. Wideoklip do utworu wywołał duże kontrowersje w ojczyźnie wokalistek, za sprawą swojego homoseksualnego wydźwięku – nastoletnie, ubrane w katolickie mundurki piosenkarki całowały się w klipie w strugach deszczu i śniegu, sam tekst utworu opisuje zamęt w duszy zakochanej w swojej rówieśniczce nastolatce, która obawia się reakcji swoich rodziców i społeczeństwa na to. Mimo aury skandalu jakim otoczony był utwór, dotarł on na szczyt oficjalnego rosyjskiego notowania Tophit, a klip otrzymał tytuł Teledysk roku od telewizji MTV Rossija. W marcu 2001 pojawił się drugi singiel zespołu „Nas nie dogoniat” który podobnie jak poprzednik, okazał się być sukcesem na listach przebojów (był to także debiutancki singiel grupy w Polsce). 21 maja 2001 nakładem wytwórni Szapowałowa (Neformat) oraz rosyjskiego oddziału wytwórni Universal, ukazał się debiutancki album zespołu pt. 200 po wstriecznoj, który jest najlepiej sprzedającą się płytą w Rosji (2,5 mln sprzedanych kopii). Trzecią i ostatnią kompozycją promującą album został utwór „30 minut”. Między majem a grudniem duet wyruszył w swoją pierwszą trasę koncertową – 200 po wstriecznoj Tour koncertując w krajach Europy Wschodniej. We wrześniu odebrał prestiżową nagrodę MTV Video Music Awards w kategorii Międzynarodowy wybór widzów, a w 2002 pojawiła się reedycja albumu. 

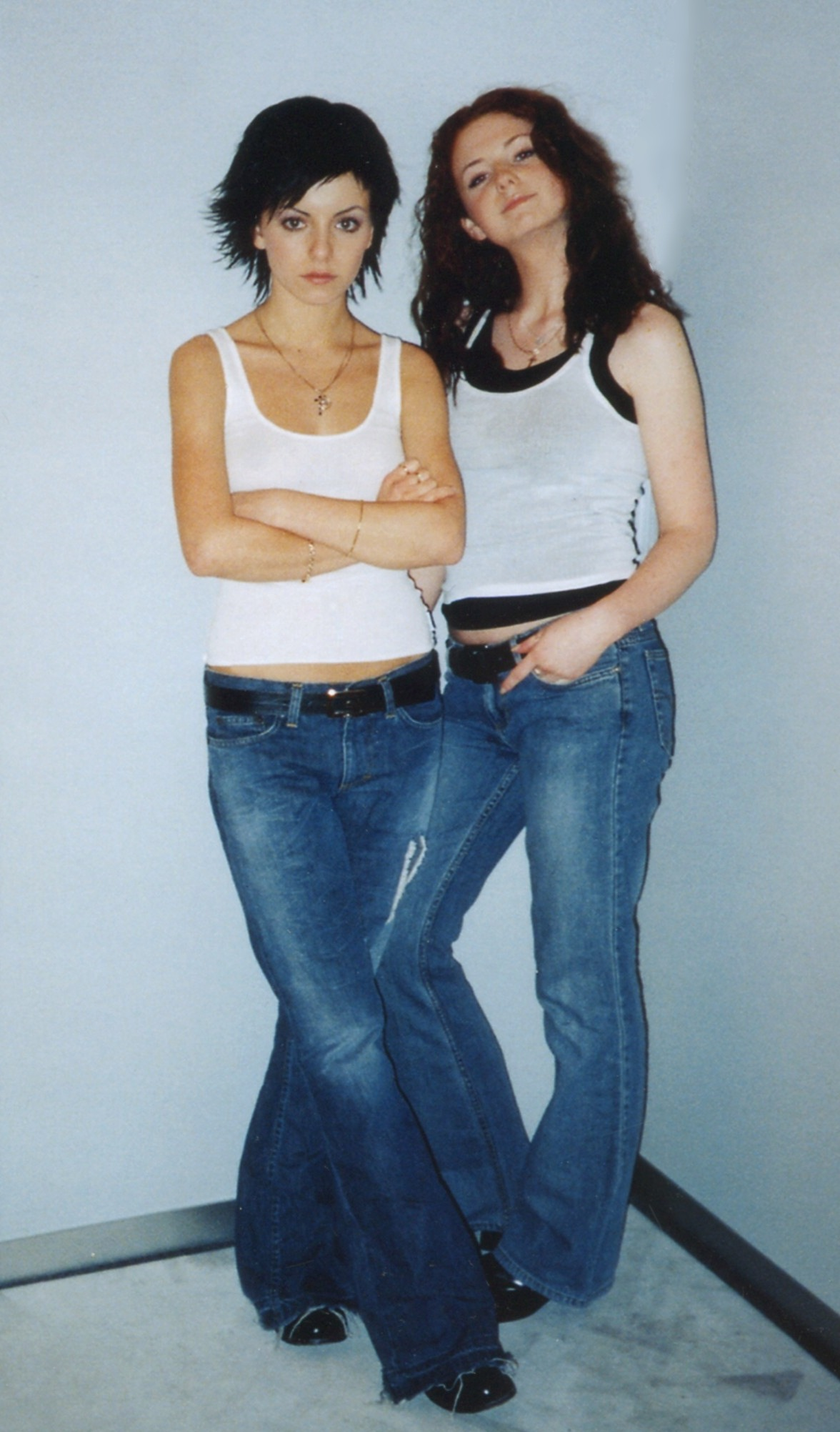
Julija Wołkowa i Lena Katina (2003)

### 2002–2003:200 km/h in the Wrong Lane, Eurowizja i kontrowersje
Po dużym sukcesie, jaki zespół odniósł w krajach Europy Wschodniej oraz Japonii (gdzie 200 po wstriecznoj ukazało się), na początku 2002 duet podpisał umowę z międzynarodową wytwórnią płytową Interscope podległą Universal Music Group, dla której nagrywali m.in. Eminem, The Black Eyed Peas czy U2. Nowa wytwórnia (z wytwórnią Neformat grupa nie zerwała kontraktu) umożliwiła pracę z nowymi producentami, tekściarzami i kompozytorami, wśród których znaleźli się Trevor Horn, Martin Kierszenbaum i Robert Orton którzy wraz z Szapowałowem, Kiper, Polijenko i Gałojanem stworzyli anglojęzyczną wersję debiutanckiego albumu, przeznaczoną na światowy rynek muzyczny. W sierpniu tego samego roku w rozgłośniach radiowych na całym świecie pojawił się pierwszy singiel z nowego albumu – „All the Things She Said” będący anglojęzyczną wersją utworu „Ja soszła s uma”. Utwór odniósł potężny sukces na całym świecie, będąc numerem 1 w ponad 20 krajach (między innymi w Wielkiej Brytanii, gdzie utwór spędził trzy tygodnie na szczycie UK Singles Chart). Do dziś sprzedano ok. 6 mln kopii utworu, co czyni go najlepiej sprzedającym się singlem Tatu, a także jednym z najbardziej sukcesywnych singli XXI wieku. Teledysk do utworu, będący kopią obrazu do „Ja soszła s uma” w którym dodano jedynie partie, gdzie wokalistki śpiewają po angielsku, wywołał na całym świecie skandal obyczajowy, ponieważ – według krytyków muzycznych oraz nadawców publicznych – został uznany za klip promujący działania homoseksualne oraz pedofilskie. W grudniu ukazał się album 200 km/h in the Wrong Lane, który zadebiutował w pierwszej dziesiątce sprzedaży płyt w Finlandii, Francji, Niemczech, Nowej Zelandii, Szwajcarii i we Włoszech, oraz na szczycie notowań w Austrii i Japonii. Na najważniejszych rynkach muzycznych – w UK i Stanach Zjednoczonych, album zajmował pozycje kolejno pozycje 12 i 13. Łączną sprzedaż krążka szacuje się obecnie na 12 mln, i jest tym samym najlepiej sprzedającym się albumem Tatu. Między lutym a grudniem 2003 Tatu. dały 13 koncertów w ramach 200 km/h in the Wrong Lane Tour. Dwa koncerty w Wielkiej Brytanii zostały odwołane, z powodu słabych wyników sprzedaży biletów. Jak się okazało, małe zainteresowanie kupnem biletów było spowodowane negatywnymi opiniami rodziców, którzy uznali, że całujące się na scenie wokalistki to nieodpowiedni wizerunek dla nastolatków. Kolejny singel Tatu – „Not Gonna Get Us” – został wydany w maju 2003. W tym samym miesiącu Szapowałow został aresztowany za kręcenie teledysku do innego utworu zespołu – „Show Me Love” – na terenie moskiewskiego Placu Czerwonego, ponieważ nie miał na to pozwolenia od władz miasta. Wcześniej prace nad klipem zostały zakłócone w Wielkiej Brytanii, gdzie ekipa planowała nakręcić kilka scen pod siedzibą brytyjskiego parlamentu. Po otrzymaniu upomnienia od policji zespół wraz z około stoma statystkami, ubranymi w (charakterystyczne dla duetu) szkolne mundurki, przeniósł się na Tower Bridge. Nagrane fragmenty zostały wykorzystane w teledysku do singla „Show Me Love”, który w fizycznej formie ukazał się jedynie w Polsce. Niedługo potem na rynku ukazał się pierwszy singel promocyjny zespołu – „30 Minutes” oraz czwarty singel, którym okazał się cover utworu zespołu The Smiths – „How Soon Is Now?”.
W marcu 2003 duet został wybrany wewnętrznie przez rosyjskiego nadawcę publicznego na reprezentanta Rosji podczas 48. Konkursu Piosenki Eurowizji z utworem „Nie wier´, nie bojsia” autorstwa Marsa Łazara, Iwana Szapowałowa i Walerija Polijenki. Podczas tygodnia poprzedzającego koncert finałowy wokalistki wzbudzały kontrowersje swoim skandalicznym zachowaniem. Nie przestrzegały harmonogramu prób, przerywały występy (także podczas próby technicznej), niechętnie uczestniczyły na konferencjach prasowych. Organizatorzy zapowiedzieli, że jeżeli podczas występu na żywo wokalistki dopuszczą się kontrowersyjnych zachowań (np. homoseksualnego pocałunku), ich prezentacja zostanie zastąpiona zapisem z próby generalnej. Podczas nagrywania próby na scenie wystąpiła jednak tylko Katina, ponieważ Wołkowa została przewieziona do szpitala z powodu problemów z gardłem. Wołkową zastąpiła wówczas estońska wokalistka Katja Netajeva. Podczas drugiej próby generalnej występ zespołu spotkał się z pozytywnym odbiorem przez dziennikarzy, a same wokalistki nie wzbudzały kontrowersji na scenie.

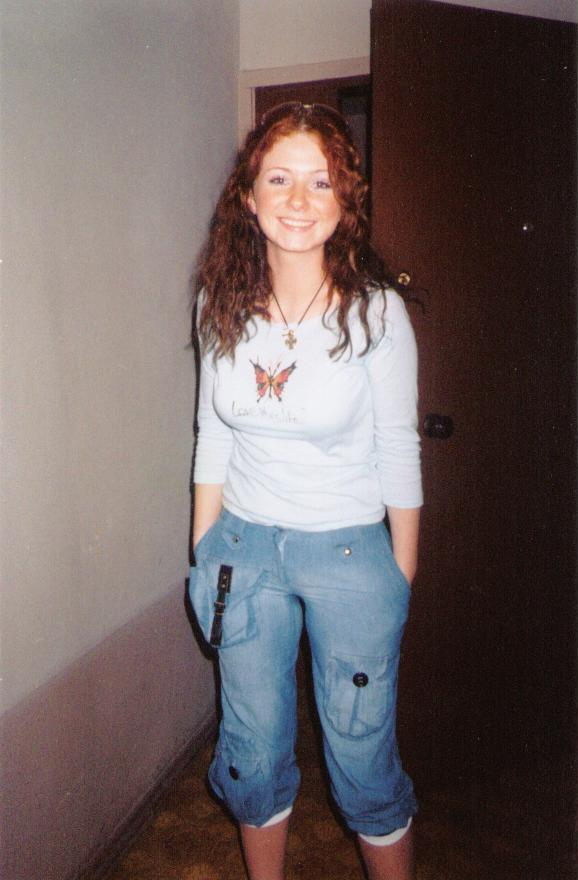
Lena Katina (2003)

Chociaż reprezentantki Rosji były faworytkami bukmacherów do wygrania konkursu, ostatecznie zajęły trzecie miejsce. Rosyjska telewizja nie zgodziła się z wynikiem, protestowała przeciw „skandalicznie niskim wynikom od niektórych państw”. Telewizja podała w wątpliwość wyniki głosowania irlandzkiego nadawcy Raidió Teilifís Éireann (RTÉ), który w ostatniej chwili zdecydował się na wykorzystanie punktacji komisji jurorskiej z powodu opóźnień w wysłaniu ostatecznych wyników głosowania telefonicznego, nadzorowanego przez firmę telekomunikacyjną Eircom. EBU przeprowadziła dochodzenie w sprawie, które wykazało prawidłowe zastosowanie przez stację zmiany metody głosowania. Nadawca opublikował wyniki głosowania telewidzów, z których wynikało, że w przypadku niewykorzystania punktacji jurorskiej Turcja i tak zajęłaby pierwsze miejsce w konkursie, jednak Belgia otrzymałaby jedynie dwa punkty (a nie dziesięć), co umożliwiłoby Rosji zakończenie udziału na drugim miejscu z trzypunktową stratą do zwycięzcy. Rosyjski nadawca miał zastrzeżenia także do ostatecznej punktacji w Wielkiej Brytanii, na co brytyjski nadawca BBC zareagował opublikowaniem oficjalnych wyników głosowania telewidzów.
Sześć lat po finale konkursu Jelena Katina udzieliła wywiadu w rosyjskim programie telewizyjnym, w którym przyznała, że kraj rzekomo otrzymał od łotewskiego nadawcy ofertę kupna pierwszego miejsca.
W tym samym miesiącu Tatu zmienił datę swojej niemieckiej trasy koncertowej z powodu gościnnego występu podczas ceremonii wręczenia nagród MTV Movie Awards 2003. Miesiąc później zespół odwołał koncert w Rydze oraz czerwcowy występ w Japonii, za co otrzymał karę grzywny w wysokości 180 tysięcy dolarów.

### 2003–2004: Koniec współpracy z Szapowałowem, ciąża Wołkowej
Pod koniec września 2003 zespół wydał swój debiutancki album kompilacyjny pt. Remixes, a dwa miesiące później – rozszerzoną wersję płyty, zawierającą dwa nowe utwory („Prostyje dwiżenija” i eurowizyjna propozycja „Nie wier´, nie bojsia”) oraz teledyski. Pierwszy album DVD grupy – Screaming for More – ukazał się 24 listopada 2003, a znalazły się na nim klipy do singli oraz materiały zakulisowe. 12 grudnia w rosyjskiej telewizji transmitowany był specjalny program poświęcony historii zespołu pt. Anatomy of t. A. T. u., podczas którego wokalistki przyznały się do bycia heteroseksualistkami. Pod koniec roku przedstawiciel wytwórni Neformat poinformował media o planach zebrania petycji popierających udział wokalistek w wyborach prezydenckich.
Na początku 2004 duet rozwiązał umowę z Szapowałowem oraz wytwórnią Neformat. Jak wyznały wokalistki, producent był bardziej zainteresowany skandalami wokół artystek niż nagrywaniem kolejnych utworów. Przed zakończeniem współpracy wokalistki nakręciły z Szapowałowem reality show pt. Tatu w „Podniebiesnoj”, podczas którego pokazano m.in. duet podczas nagrań swojego drugiego albumu studyjnego. Dokument był emitowany w rosyjskiej telewizji od stycznia do marca 2004. W związku z zajściem w ciążę Wołkowej, zespół postanowił zawiesić działalność.

### 2005–2007: Udany powrót,Ludi inwalidy,Dangerous and Moving

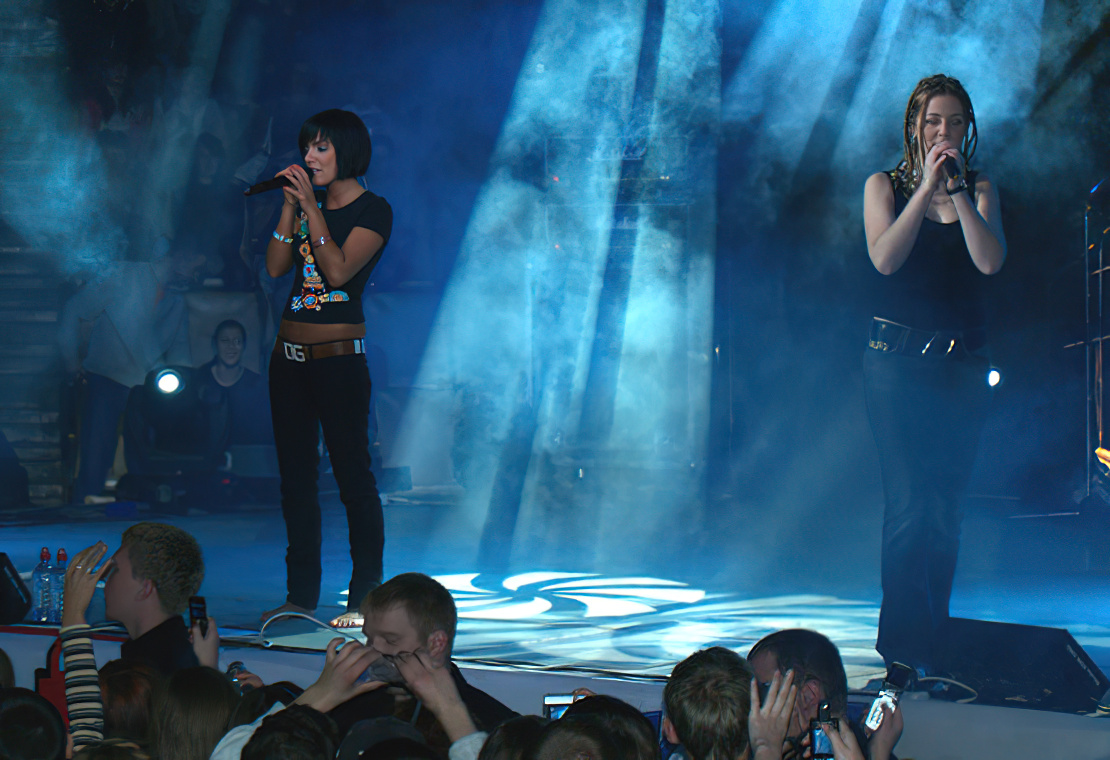
Tatu podczas koncertu w Kirowie, 2006

W połowie 2004 Wołkowa i Katina wyjechały do Londynu, gdzie rozpoczęły nagrywanie materiału na nowy album studyjny wraz z nowym menedżerem, Sergiejem Gałojanem. W sierpniu ogłoszono, że pierwszym singlem promującym angielską wersję płyty będzie utwór „All About Us”, a rosyjską wersję – „Ludi inwalidy”. Album pt. Dangerous and Moving został wydany 5 października przez Universal Music Group i Interscope Records. Rosyjska wersja albumu – Ludi inwalidy – została wydana dwa tygodnie później. Płyta została sprzedana w nakładzie ponad 2,5 milionach egzemplarzy. Drugim singlem promującym anglojęzyczne wydawnictwo został utwór „Friend or Foe”, w którym partie basowe nagrał brytyjski wokalista Sting. Niedługo po premierze teledysku do piosenki, perkusista grający z zespołem na koncertach – Roman Ratiej – został zastąpiony przez Steve’a „Boomsticka” Wilsona. Do składu grupy dołączył także basista Domen Vajevec. 25 marca 2006 Tatu otrzymał nagrodę TRL w kategorii Najlepszy zespół. Miesiąc później zespół nakręcił kolejny program typu reality show pt. t.A.T.u. Expedition, który transmitował rosyjski kanał muzyczny Muz TV. Podczas dokumentu pokazane zostały fragmenty przygotowań premiery drugiej płyty oraz nagrania teledysku do trzeciego singla – „Gomenasai”. W kwietniu grupa wyruszyła w trasę koncertową Dangerous and Moving Tour, a sierpniu poinformowała o odejściu wokalistek z wytwórni Universal/Interscope z powodu różnicy zdań w sprawie wyboru poszczególnych utworów na single.

Nasza wytwórnia narzucała nam, jakie mamy wydawać single. Mówili, że jesteśmy znane na całym świecie, więc single powinny być w języku angielskim. A ludzie z Czech, Polski, Słowacji, Bułgarii specjalnie uczyli się rosyjskiego, żeby zrozumieć teksty naszych piosenek.

Przed rozwiązaniem kontraktu, ukazał się ostatni singel z drugiej płyty Tatu – „Loves Me Not”. Zakończył on ostatecznie współpracę z Universalem i promocję albumu Dangerous and Moving. Wokalistki założyły wówczas swoją własną wytwórnię muzyczną – T.A. Music.

### 2007–2009:Happy Smiles
W 2007 pojawiły się pierwsze informacje o nowym albumie, zapowiedziano wydanie go własnym nakładem, bez odgórnych nacisków na zespół. Tworzenie materiału rozpoczęło się na przełomie 2006 i 2007, a pierwsze dema nagrano już w styczniu, w Niemczech. Kolejne partie zaczęto dogrywać wiosną – 13 kwietnia wokalistki wyleciały do Los Angeles, by kontynuować sesję nagraniową. W tym samym roku realizowany był film You and I (znany także jako Finding t.A.T.u.) opowiadający historię dwóch fanek zespołu, które poznały się na jednym z koncertów grupy. Budżet filmu wynosił 12 milionów dolarów, a jedną z głównych ról zagrała w nim popularna amerykańska aktorka Mischa Barton, znana m.in. z serialu Życie na fali. Premiera produkcji miała miejsce wiosną 2008 na Międzynarodowym Festiwalu Filmowym w Cannes, do rosyjskich kin film trafił trzy lata później. W sierpniu 2007 wydany został także koncertowy album zespołu pt. Truth: Live in St. Petersburg.
Na początku października wokalistki po raz kolejny wyleciały do Los Angeles, aby nakręcić tam teledysk do singla „Biełyj płaszczik”, będącego pierwszym utworem promującym nowy album. Prace nad klipem, które odbyły się w Hyperion Treatment Plant, zakończono 10 października, a 29 listopada na rosyjskim kanale MTV odbyła się premiera teledysku. W tym samym czasie ogłoszono także datę wydania płyty pod wstępną nazwą Uprawlenije otbrosami – 25 grudnia 2007. Dwa dni później na świat przyszło drugie dziecko Wołkowej. Z tego powodu premierę płyty przesunięto najpierw na kwiecień 2008, a później na lato kolejnego roku. Ostatecznie ukazał się on po trzyletniej przerwie. Chociaż singel zdobył popularność w sieci, wiele stacji radiowych odmówiło emisji z powodu zbyt kontrowersyjnego tekstu, a stacje telewizyjne miały podobne zdanie o teledysku. Z tego powodu utwór dotarł jedynie na 97. miejsce krajowych list przebojów.

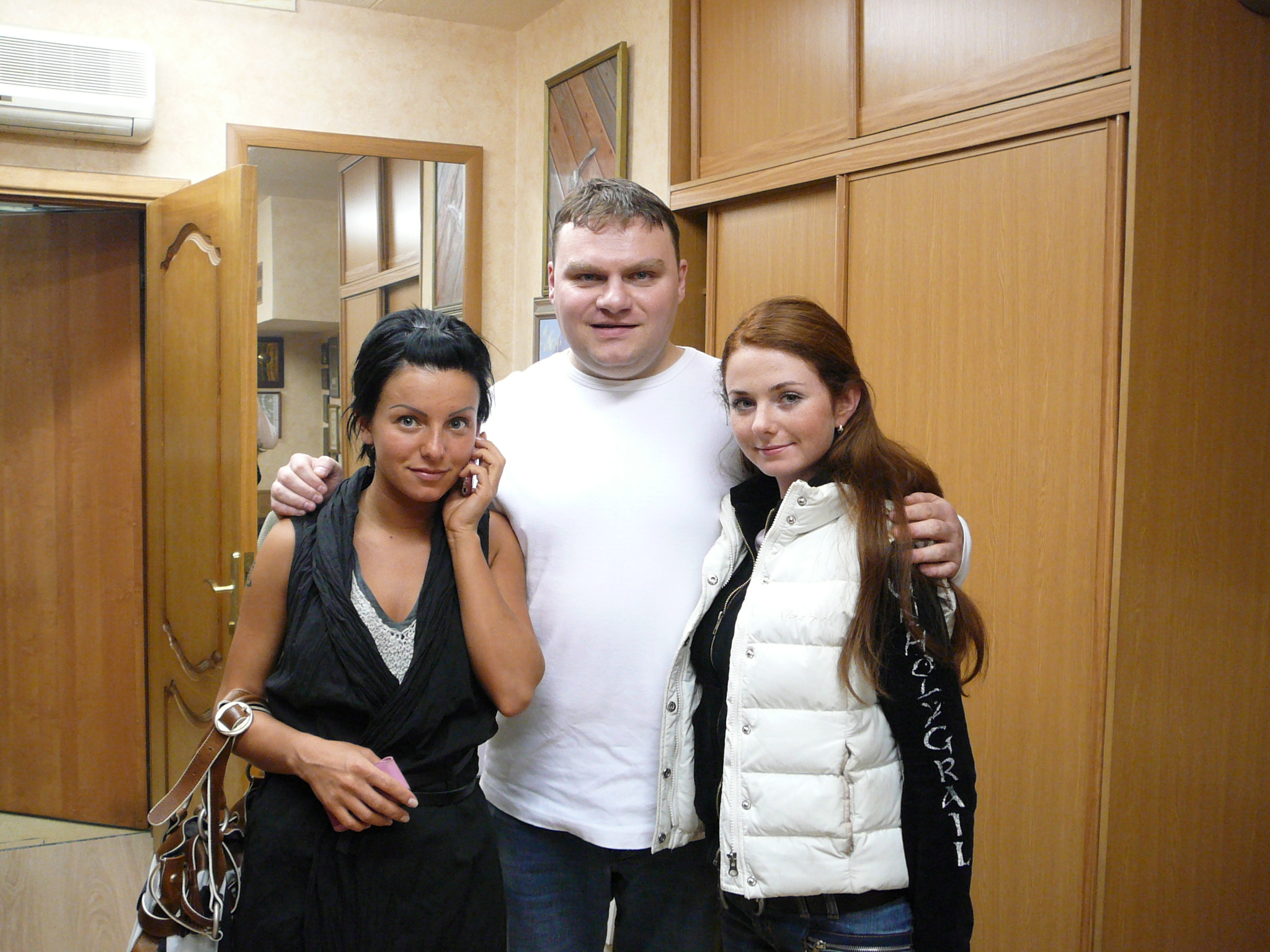
Tatu w Echo of Moscow Radio, 2008

Na początku 2008 pojawiła się informacja, że dystrybucją nadchodzącego albumu w Rosji zajmie się wytwórnia T.A. Music. W marcu okazało się jednak, że przygotowany materiał – maxi-singel „Biełyj płaszczik” – będzie dystrybuowany przez rosyjską wytwórnię Soyuz. Na płycie znalazł się także utwór „220”, będący drugim singlem promującym płytę. Teledysk do utworu nagrano na początku miesiąca w Los Angeles, jego premiera zapowiedziana była na końcówkę kwietnia, ale została przesunięta na początek czerwca. Premiera odbyła się na oficjalnym kanale Tatu na YouTube, a klip został wysłany do wybranych stacji telewizyjnych w Rosji, Polsce, Ukrainie, Bułgarii i Grecji. W czerwcu 2008 management zespołu odwołał zaplanowane koncerty (m.in. w Stanach Zjednoczonych) i zawiesił promocję nowego albumu na czas nieokreślony z powodu złego stanu zdrowia Wołkowej. Nie podano szczegółów problemów wokalistki, jednak światowe media ogłosiły, że Wołkowa cierpi na depresję, prawdopodobnie poporodową.
Z początkiem września rosyjskie sklepy rozpoczęły przedsprzedaż nowego albumu Tatu. Kilka dni później na oficjalnej stronie Tatu pojawiła się oficjalna informacja o dacie premiery oraz nowej nazwie – Wiesiołyje ułybki – i wyglądzie okładki. Wytłumaczono, że ironiczna nazwa ma związek z faktem, iż rosyjskie media nie chciały grać singli Tatu uważając je za zbyt drastyczne i poważne. Międzynarodowa wersja płyty – Happy Smiles – trafiła do sprzedaży internetowej na iTunes, natomiast jego premiera odbyła się 21 października. Trzecim singlem został utwór „You and I”, a czwartym – „Sniegopady”, do którego teledysk ukazał się w kwietniu 2009. W 2008 wokalistki zostały także członkiniami komisji jurorskiej podczas konkursu muzycznego Children’s New Wave, który rozegrano 28–29 listopada w moskiewskim Cosmos Concert Hall. Drugiego dnia koncertu wszyscy uczestnicy wykonali z zespołem utwór „Ne Zhaley (Nie Żałej)”. Tego samego dnia grupa otrzymała statuetkę Legendy MTV podczas ceremonii MTV Russian Music Awards.

### 2009–2011: Koniec Tatu
21 marca 2009 na oficjalnym blogu zespołu pojawił się komunikat informujący, że po dziesięciu latach na scenie sprawy związane z projektem Tatu zostają zawieszone, a wokalistki skupią się w najbliższym czasie na solowych karierach.
10 maja zespół Tatu zaśpiewał podczas ceremonii otwarciu 54. Konkursu Piosenki Eurowizji, który odbywał się w Moskwie. Wokalistki zaprezentowały swój eurowizyjny utwór z 2003 – „Nie wier´, nie bojsia”. Dwa dni później duet wystąpił gościnnie podczas pierwszego koncertu półfinałowego konkursu, podczas którego zaśpiewał singel „Not Gonna Get Us” razem z Chórem Aleksandrowa. 31 maja projekt Tatu obchodził swoje dziesięciolecie, z tej okazji rosyjski miesięcznik OK! opublikował na swoich łamach okolicznościowy wywiad z wokalistkami oraz sesję zdjęciową.
W lipcu management Tatu niespodziewanie poinformował, że międzynarodowa wersja singla „Sniegopady” (wersja ang.: „Snowfalls”) odbędzie się 13 lipca na antenie MTV Baltic. Tego samego dnia utwór umieszczono na oficjalnych kanałach grupy w YouTube, MySpace oraz iLike. Pod koniec lata na oficjalnej stronie zespołu pojawiła się informacja, że album Waste Management zostanie wydany jako fizyczny krążek i będą go promowały trzy single: „Snowfalls”, „White Robe” (ros.: „Biełyj płaszczik”) oraz „Sparks”(ros.: „220”). Prawa do dystrybucji kupiła niezależna wytwórnia fonograficzna, która album wyda tylko na terenie Ameryki Południowej. Informacje o premierze długo wyczekiwanego albumu potwierdziła Katina w wywiadzie prasowym dla magazynu „Argumenty i Fakty”, w numerze wydanym na początku września.
W listopadzie 2009 na antenie MTV Brazil ukazał się teledysk do singla „White Robe”. W tym samym miesiącu poinformowano, że premiera albumu Waste Management odbędzie się 15 grudnia 2009 na terenie Brazylii, Argentyny i Chile. Album został też wydany w Rosji oraz w formie elektronicznej w Stanach Zjednoczonych i Europie (za pośrednictwem iTunes).
W 2011 Katina oraz były management Tatu ogłosili konkurs na remiksy z dwóch ostatnich albumów. Wybrane w drodze głosowania propozycje wydano na płycie Waste Management Remixes. Oficjalna strona tatu.ru nazwała Waste Management Remixes ostatnim wydawnictwem w historii zespołu.

### 2012–2014: Po rozpadzie
Wołkowa nie wykluczyła nagrywania w przyszłości pod szyldem Tatu, jednak zastrzegła koniec współpracy z obecnym menedżerem. Wokalistka pozostała w konflikcie z głównym producentem oraz menedżerem projektu – Borisem Renskim, który w wywiadzie w lipcu 2012 określił Wołkową jako „jedyne zło” w zespole Tatu i to ją oskarżył o winę za rozpad grupy oraz nieprofesjonalne zachowanie, powodujące opóźnienia w wydawaniu singli i albumów.

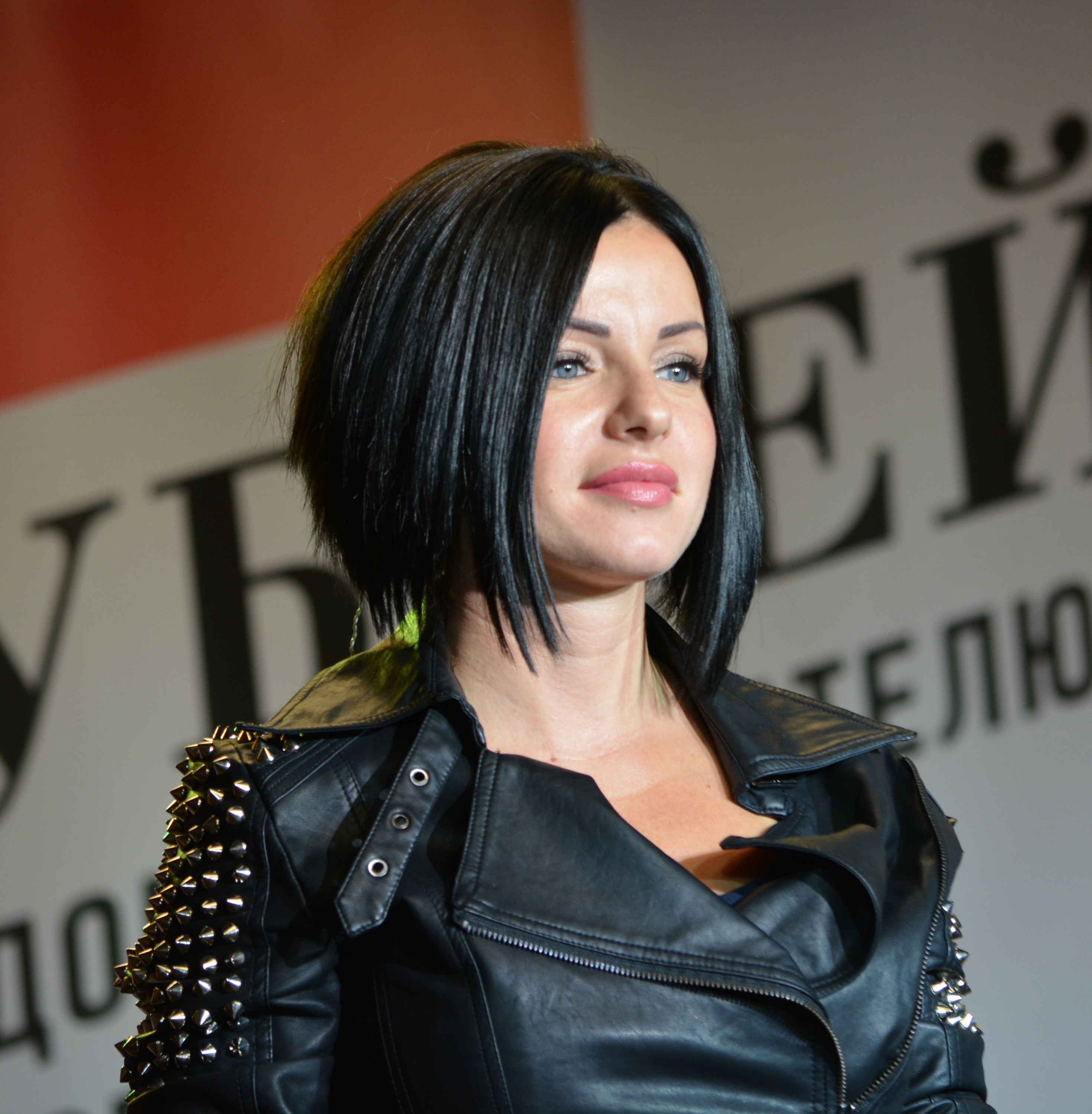
Julija w Petersburgu, 2014

12 listopada 2012, czyli w dziesiątą rocznicę wydania debiutanckiego międzynarodowego albumu zespołu, ukazała się specjalna reedycja płyty 200 km/h in the Wrong Lane – 10th Anniversary Edition. Wydawnictwo zawierało nową okładkę, zremasterowane wersje wszystkich utworów, niepublikowany wcześniej utwór „A Simple Motion” oraz nowe remiksy singli „All the Things She Said” i „Show Me Love”. Album wydano nakładem wytwórni CherryTree Records w Stanach Zjednoczonych oraz Universal Music w Europie i Japonii. Pod koniec miesiąca poinformowano, że Katina zwolniła Borisa Renskiego z funkcji menedżera i producenta projektu.
W grudniu wokalistki wystąpiły gościnnie w finale programu The Voice of Romania w celu promocji reedycji swojego debiutanckiego albumu. Był to pierwszy ich wspólny występ od ponad czterech lat. Dwa utwory – „All the Things She Said” oraz „All About Us” – zespół zaprezentował na żywo, pomimo niedyspozycji zdrowotnej Wołkowej, która kilka tygodni wcześniej przeszła operację strun głosowych. W marcu kolejnego roku Lena Katina zwolniła po kilkunastu miesiącach współpracy kolejnego menedżera – Tristrama Buckleya, który w wywiadach wyznał, że „pracował w strasznych warunkach” oraz że nie otrzymywał od niej należnej mu pensji. Poinformował także, że swoich praw będzie domagał się przed sądem oraz zasugerował, że gdy Wołkowa zaproponowała Katinie odejście od Renskiego, ta wybrała menadżera ponad markę Tatu i rozpoczęła z nim solową karierę. Buckley poinformował również, że w ciągu kilku lat solowej kariery Katiny – przez niekompetencję Renskiego – zaprzepaszczono szanse na podpisanie kontraktu płytowego z dużymi wytwórniami Interscope Records oraz Warner Bros, a wokalistka przez cztery lata wydała zaledwie jeden oficjalny singel. Obecnie z wokalistką współpracuje tylko jedna osoba związana wcześniej z projektem Tatu – dyrektor muzyczny i klawiszowiec Sven Martin.
Ponad pół roku później, w październiku 2013, wokalistki znowu pojawiły się razem, występując w japońskiej reklamie batonów Snickers. Spot był utrzymany w konwencji „Nie jesteś sobą, gdy jesteś głodny” i w ciągu tygodnia od premiery na oficjalnym kanale YouTube firmy Snickers Japan obejrzano go ponad 2 miliony razy.
W lutym 2014 Jelena Katina i Julija Wołkowa potwierdziły powrót do współpracy po występie podczas ceremonii otwarcia Zimowych Igrzysk Olimpijskich 2014 organizowanych w Soczi. 14 lutego zaprezentowały swój singel „Lubow w każdom mgnowieniji” podczas walentynkowego koncertu Big Love Show, a cztery dni później na oficjalnym fan page’u grupy na Facebooku Katina zamieściła wideo oraz oświadczenie mówiące o zakończeniu współpracy z Wołkową. Powodem ponownego rozpadu duetu było – według Katiny – niewłaściwe zachowanie ze strony Wołkowej w stosunku do niej, negatywne i krzywdzące ją wypowiedzi, odmowa współpracy przez Juliję w momencie niezgodności wokalistek w sprawach twórczego rozwoju grupy oraz zagrożenie wykorzystaniem bliskich relacji Wołkowej z telewizją rosyjską Pierwyj kanał w celu uniemożliwienia rozpoczęcia solowej kariery Katiny.

### Od 2021: Wspólny powrót na scenę, jubileuszowa trasa koncertowa t.A.T.u oraz film dokumentalny
2 października 2021 Lena Katina zapowiedziała na Instagramie koncert jubileuszowy Tatu z okazji 20-lecia premiery albumu 200 km/h in the Wrong Lane, który to ma odbyć się wiosną 2022 z udziałem obu wokalistek. Katina poinformowała również o planowanym filmie dokumentalnym o historii grupy, którego ma być bohaterką wraz z Juliją Wołkową.

## Wizerunek
Sceniczny wizerunek Tatu od początku opierał się na wywoływaniu skandalu. Największą sławę zespołowi przyniósł debiutancki album, którego tematyka obracała się w większości na homoseksualnej relacji łączącej artystki. Podczas promocji drugiej płyty, Katina i Wołkowa przyznały, że był to zabieg promocyjny, a w rzeczywistości nie są lesbijkami. Pomimo tego oświadczenia, nie zrezygnowały ze swojego homoseksualnego wizerunku, publicznie deklarując swoją miłość podczas koncertów oraz uważając się za siostry. W wywiadzie udzielonym podczas dziesiątej rocznicy istnienia projektu, Katina poruszyła tę kwestię, mówiąc:

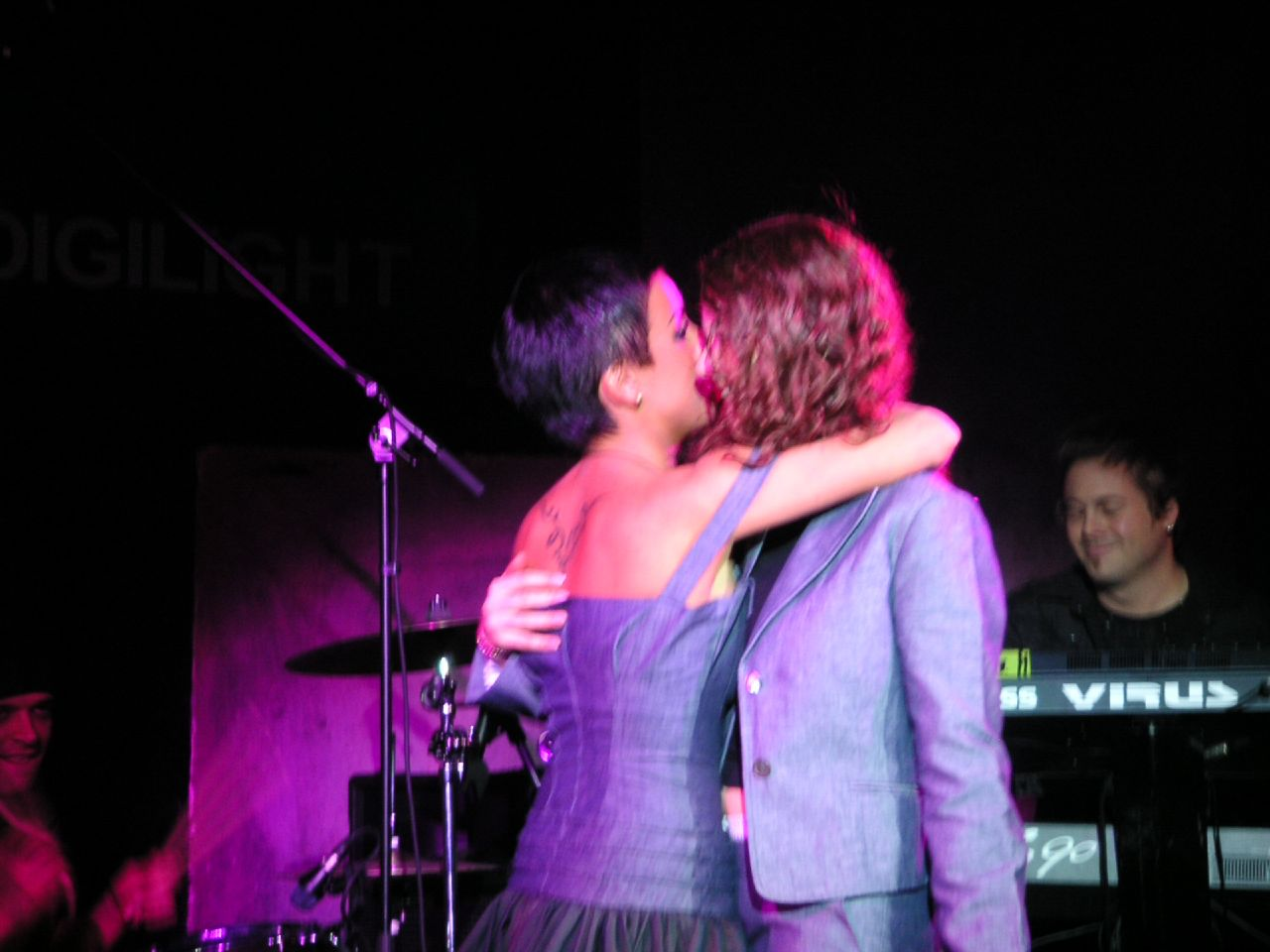
t.A.T.u. w objęciach podczas koncertu, 2005

Julka miała jakieś lesbijskie doświadczenia przed Tatu, a ja nie, więc rzeczą oczywistą jest, że na początku czułam się zakłopotana. To było dla mnie obce, ale zgodziłam się, bo zdałam sobie sprawę, że ten temat jest bardzo ważny. Ostatnio byłam na spotkaniu z fanami w Los Angeles i wiele osób nadal nam dziękuje. Pewna dziewczyna powiedziała mi, że Tatu jest przyczyną, dzięki której przetrwała. To straszne kiedy jesteś nastolatkiem i wiesz, że nie jesteś jak inni. Wszystkim twoim przyjaciółkom podobają się chłopcy, a ty pragniesz dziewczyny. Czujesz się samotnie, nikt cię nie rozumie, a potem pojawia się zespół, który mówi, że w życiu wszystko się może zdarzyć, a ty nie powinieneś bać się samego siebie. Kiedy ludzie mówią, że ocaliłyśmy ich od samobójstwa, wydaje mi się, że to nie było bezcelowe. (...) Aktorzy grają prostytutki, królów, a naprawdę nimi nie są. Czy oni okłamują ludzi? My w pewnym sensie też jesteśmy aktorkami. Wymyśliłyśmy historię dwóch zakochanych w sobie na zabój dziewczynek i niewątpliwie grałyśmy.

Drugi album zespołu opowiadał o problemach międzyludzkich, a sam tytuł rosyjskiego wydania (Ludi inwalidy) budził kontrowersje wśród organizacji broniących praw niepełnosprawnych. Według nich nazwa płyty sugerowała, że inwalidzi nie żyją, tylko funkcjonują oraz cechują się tylko głupotą, okrucieństwem, zachłannością i skąpstwem. Według wokalistek przedstawiciele tych organizacji nie zrozumieli sensu i przesłania zarówno nazwy, jak i treści tytułowego singla. Jak tłumaczyły artystki, poruszyły one temat moralnych inwalidów, do których zaliczają także członków fundacji, którzy donieśli na zespół do moskiewskiej prokuratury.

## Dyskografia
| Albumy studyjne Albumy rosyjskojezyczne 200 po wstriecznoj (2001) Ludi inwalidy (2005) Wiesiołyje ułybki (2008) Albumy anglojęzyczne 200 km/h in the Wrong Lane (2002) Dangerous and Moving (2005) Waste Management (2009) | - t.A.T.u. Remixes (2003) - t.A.T.u. The Best (2006) W spisie nie uwzględniono reedycji albumów oraz wydań wyłącznie cyfrowych. |

## Trasy koncertowe
- 2001–2002: 200 Po Wstriecznoj Tour
- 2003: Show Me Love Tour
- 2005–2007: Dangerous and Moving Tour

## Filmografia
- 2003: Screaming for More
- 2003: Anatomy of t.A.T.u.
- 2003: Tatu w „Podniebiesnoj”
- 2012: You and I

## Książki i publikacje
- 2002: Wsjo o Tatu
- 2003: The Official Photobook
- 2003: The Meaning Behind All That Things She Said: Love and Peace
- 2006: Tatu Come Back